# جبريل بريزويلا
جبريل بريزويلا (بالإسبانية: Gabriel Brizuela)‏ هو دراج أرجنتيني، ولد في 12 أغسطس 1979.

## وصلات خارجية
- جبريل بريزويلا على موقع أرشيف الدراجات (الإنجليزية)
- جبريل بريزويلا على موقع إحصائيات الدراجات الإحترافية (الإنجليزية)
- جبريل بريزويلا على موقع نسبة الدراجات (الإنجليزية)